# Pibrentaszvir
A pibrentaszvir egy természetes eredetű farmakoforból származtatható szintetikus inhibítor, mely gátolja a hepatitis C vírus (HCV) nem strukturális (NS) 5A fehérjéjét. Az Egyesült Államokban és Európában glekaprevirrel együtt HCV fertőzés kezelésére használják glekaprevir/pibrentaszvir (G/P) kombinált tablettaként.

## Kutatás
HCV-ellenes hatását elsősorban G/P kombinált készítményként vizsgálják.
Több NS5A inhibítorral összehasonlítva a pibrentaszvirt találták az egyik leghatékonyabbnak, több különböző HCV variáns sem mutatott iránta rezisztenciát. 

## Fordítás
Ez a szócikk részben vagy egészben  a   Pibrentasvir című angol Wikipédia-szócikk ezen változatának fordításán alapul.  Az eredeti cikk szerkesztőit annak laptörténete sorolja fel. Ez a jelzés csupán a megfogalmazás eredetét és a szerzői jogokat jelzi, nem szolgál a cikkben szereplő információk forrásmegjelöléseként.